# Lee Hun-jai
Lee Hun-jai (* 17. April 1944 in Shanghai) ist ein südkoreanischer Verwaltungsbeamter und Wirtschaftsmanager, der unter anderem 2000 sowie 2004 kurzzeitig geschäftsführender Premierminister der Republik Korea war.

## Leben
Lee Hun-jai begann nach dem Besuch der Kyunggi High School 1962 ein Studium der Rechtswissenschaften an der Seoul National University (SNU), das er 1966 mit einem Bachelor of Laws (LL.B.) beendete. Nachdem er 1968 die Prüfung für den höheren Verwaltungsdienst absolviert hatte, trat er 1970 in das Finanzministerium ein und war in diesem bis 1979 tätig. Er war maßgeblich an der Beseitigung der Währungsprobleme nach der ersten Ölpreiskrise 1973 beteiligt. Nachdem er zwischen 1979 und 1980 Gastwissenschaftler am Koreanischen Entwicklungsinstitut tätig gewesen war, absolvierte er ein Studium der Wirtschaftswissenschaften an der Boston University und schloss dieses 1981 ab. 1982 erwarb er zudem nach einem Managementstudium einen Master of Business Administration (MBA) an der Harvard Business School. Nach seiner Rückkehr wurde er 1982 Manager im Mischkonzern Daewoo und war zwischen 1991 und 1996 Mitglied der Börsenaufsichtsbehörde Securities and Exchange Commission. 
Am 1. März 1998 wurde Lee von Staatspräsident Kim Dae-jung zum ersten Vorsitzenden der neugeschaffenen Finanzaufsichtskommission FSC (Financial Supervisory Commission), die mit der Rekapitalisierung des insolventen Bankensystems des Landes und der Umstrukturierung seiner aufgeblähten Unternehmen beauftragt wurde. Er übte seine Funktion unermüdlich aus und setzte die mächtigen Vorsitzenden der gigantischen Konglomerate, die vor Ort als Jaebeol bekannt sind, unter Druck, Schulden und Unternehmenseinheiten abzubauen und professionelle Managementpraktiken anzuwenden. Indem er im Rekapitalisierungsprozess die Kontrolle über viele der größten koreanischen Geschäftsbanken übernahm, gelang es ihm, die Macht der Unternehmen umzuwenden, indem er drohte, die dringend benötigten Kreditlinien zurückzuhalten. Als Vorsitzender der Finanzaufsichtsbehörde brauchte er eine gewisse Rücksichtslosigkeit und übernahm die Macht über Banken und Unternehmen, die einst dem Finanzministerium vorbehalten waren. 
Infolgedessen befanden sich das Finanzministerium und die Regulierungsbehörde in einem kaum getarnten Machtkampf, der mit Lees Ernennung zum Minister für Finanzen und Wirtschaft in einer Kabinettsumbildung am 13. Januar 2000 nach der Ernennung des neuen Premierministers Park Tae-joon zum Stillstand zu kommen schien. Als dieser am 19. Mai 2000 zurücktrat, wurde Lee kurzzeitig geschäftsführender Premierminister der Republik Korea. Drei Tage wurde am 22. Mai 2000 nunmehr Lee Han-dong zunächst ebenfalls geschäftsführender Premierminister und übernahm im Anschluss am 29. Juni 2000 formell das Amt des Premierministers. Im August 2020 wurde er als Minister für Finanzen und Wirtschaft entlassen. Nach seinem Ausscheiden aus der Regierung wurde er im Juni 2001 Vorsitzender des Strategieausschusses für die Verwaltung kleiner und mittlerer Unternehmen und übernahm zudem 2002 eine Gastprofessur an der Wirtschaftswissenschaftlichen Fakultät der Seoul National University.
Im Februar 2004 übernahm Lee Hun-jai im zweiten Kabinett von Premierminister Goh Kun das Amt als stellvertretender Premierminister sowie erneut als Minister für Finanzen und Wirtschaft. Er bekleidete diese Ämter zwischen Juni 2004 und März 2005 auch im Kabinett von Premierminister Lee Hae-chan. Zwischenzeitlich fungierte er vom 25. Mai bis zum 30. Juni 2004 zum zweiten Mal als geschäftsführender Premierminister. Nach seinem erneuten Ausscheiden aus der Regierung war von März 2005 bis Februar 2006 nicht-geschäftsführender Berater von Kim & Chang, der größten Anwaltskanzlei in Südkorea mit über 1000 Fachkräften, sowie danach zwischen März 2006 und Januar 2012 Leitender Berater von Korey. Er fungierte von Januar 2012 bis August 2016 Exekutivberater des Wirtschaftsprüfungs-, Steuer-, Transaktions- sowie Managementberatungsunternehmen Ernst & Young und wurde im August 2016 Vorstandsvorsitzender von Sijae Yeo.